# Карл Фридрих фон Шлезвиг-Холщайн-Готорп
Карл Фридрих фон Шлезвиг-Холщайн-Готорп (на немски: Karl Friedrich, Carl Friedrich fon Schleswig-Holstein-Gottorf; * 19 април / 29 април 1700, Стокхолм; † 18 юни 1739, имение Ролфсхаген при Олдеслое) е от 1702 до 1739 г. херцог на Шлезвиг-Холщайн-Готорп. Той е прародител на династията Холщайн-Готорп-Романов, от която произлизат до Октомврийската революция от 1917 г. руските царе. Баща е на руския цар Петър III.

## Живот
Той е единственият син на херцог Фридрих IV фон Шлезвиг-Холщайн-Готорп (1671 – 1702) и принцеса Хедвиг София (1681 – 1708), дъщеря на крал Карл XI от Швеция и съпругата му Улрика Елеонора Датска.
След смъртта на баща му в битка на 20 юли 1702 г. Карл Фридрих е още малолетен, регентството поемат майка му и чичо му Кристиан Август, по-късният княжески епископ на Любек. През 1713 г. датска войска окупира частта Готорп в Херцогство Шлезвиг. През 1720 г. Дания в мира в дворец Фредериксборг получава херцогските територии в Шлезвиг. След това резиденцията се мести в двореца в Кил.
Карл Фридрих се жени на 1 юни 1725 г. в Санкт Петербург за Анна Петровна (* 26 януари/ 6 февруари 1708, † 4 март/ 15 март 1728), дъщеря на цар Петър I от династията Романови и Екатерина I. През 1735 г. той подарява в нейна чест шлезвиг-холщайнския рицарски орден „Ст. Аннен Орден“.
Карл Фридрих умира на 39-годишна възраст. Гробът му се намира в манастирската църква Бордесхолм.
- Карл Фридрих фон Шлезвиг-Холщайн-Готорп (портрет от неизвестен автор)
- Анна Петровна (портрет от Иван Никитич Никитин)
- Гробът на Карл Фридрих

## Деца
Карл Фридрих и Анна Петровна имат един син:
- Карл Петер Улрих (* 21 февруари 1728, Кил, † 6 или/ 17 юли 1762, Санкт Петербург), който като Петър III става цар на Русия (25 декември 1761/ 5 януари 1762 – 28 юни/ 9 юли 1762) и от 1739 до 1762 в персоналунион херцог на Холщайн-Готорп; жени се за Екатерина II (Екатерина фон Анхалт-Цербст) и основава линията Холщайн-Готорп-Романов.

Карл Фридрих признава една незаконна дъщеря Фридерика (1731 – 1804); тя получава името от Карол и се омъжва през 1757 г. за немско-балтийския офицер Давид фон Сиверс (1732 – 1814).